# Alison Lopes Ferreira
Alison Lopes Ferreira, meglio noto come Alison (Itanhaém, 1º marzo 1993), è un calciatore brasiliano, centrocampista del Londrina.

## Caratteristiche tecniche
Mediano, può giocare come interno di centrocampo.

## Palmarès

### Club

#### Competizioni statali
- Campionato paulista: 2

Santos: 2011, 2012, 2015, 2016

#### Competizioni internazionali
- Coppa Libertadores: 1

Santos: 2011
- Recopa Sudamericana: 1

Santos: 2012

#### Competizioni nazionali
- Campeonato Brasileiro Série B: 1

Santos: 2024